# Nefelometria
Nefelometria – metoda analizy instrumentalnej wykorzystująca efekt Tyndalla i służąca do ustalania stężenia roztworu koloidalnego. Wiązka światła przechodząc przez roztwór koloidalny ulega rozproszeniu i staje się widoczna w postaci stożka Tyndalla. Pomiar intensywności światła rozproszonego pozwala na oznaczenie stężenia substancji rozpraszającej światło.
Do pomiaru używa się nefelometru.